# Euphorbia hypericifolia
Euphorbia hypericifolia är en törelväxtart som beskrevs av Carl von Linné. Euphorbia hypericifolia ingår i släktet törlar, och familjen törelväxter. Inga underarter finns listade i Catalogue of Life.

## Bildgalleri

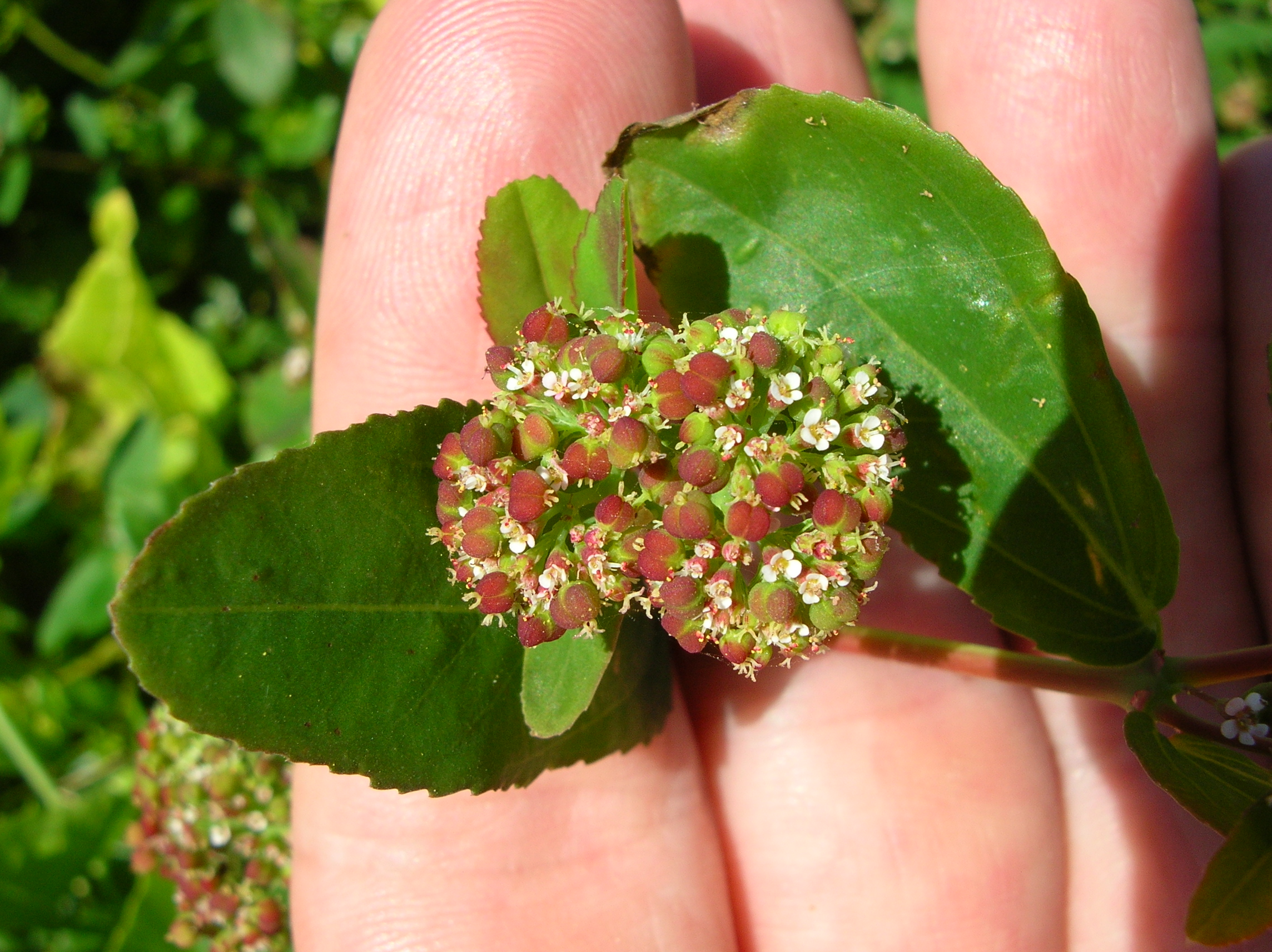
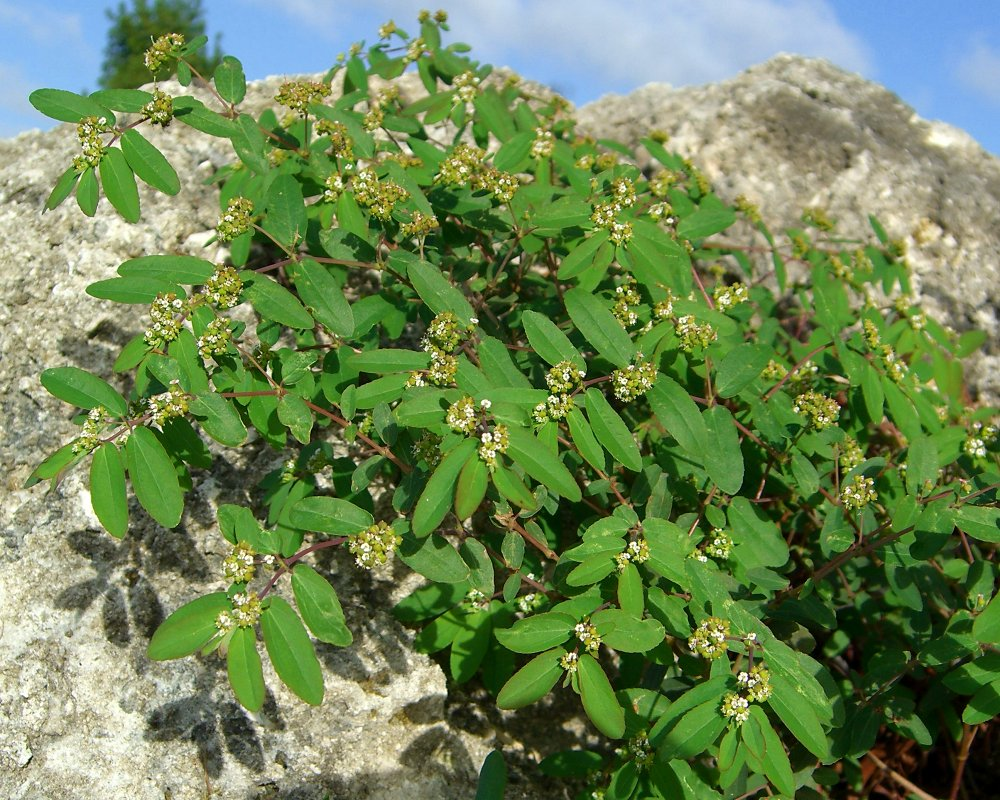
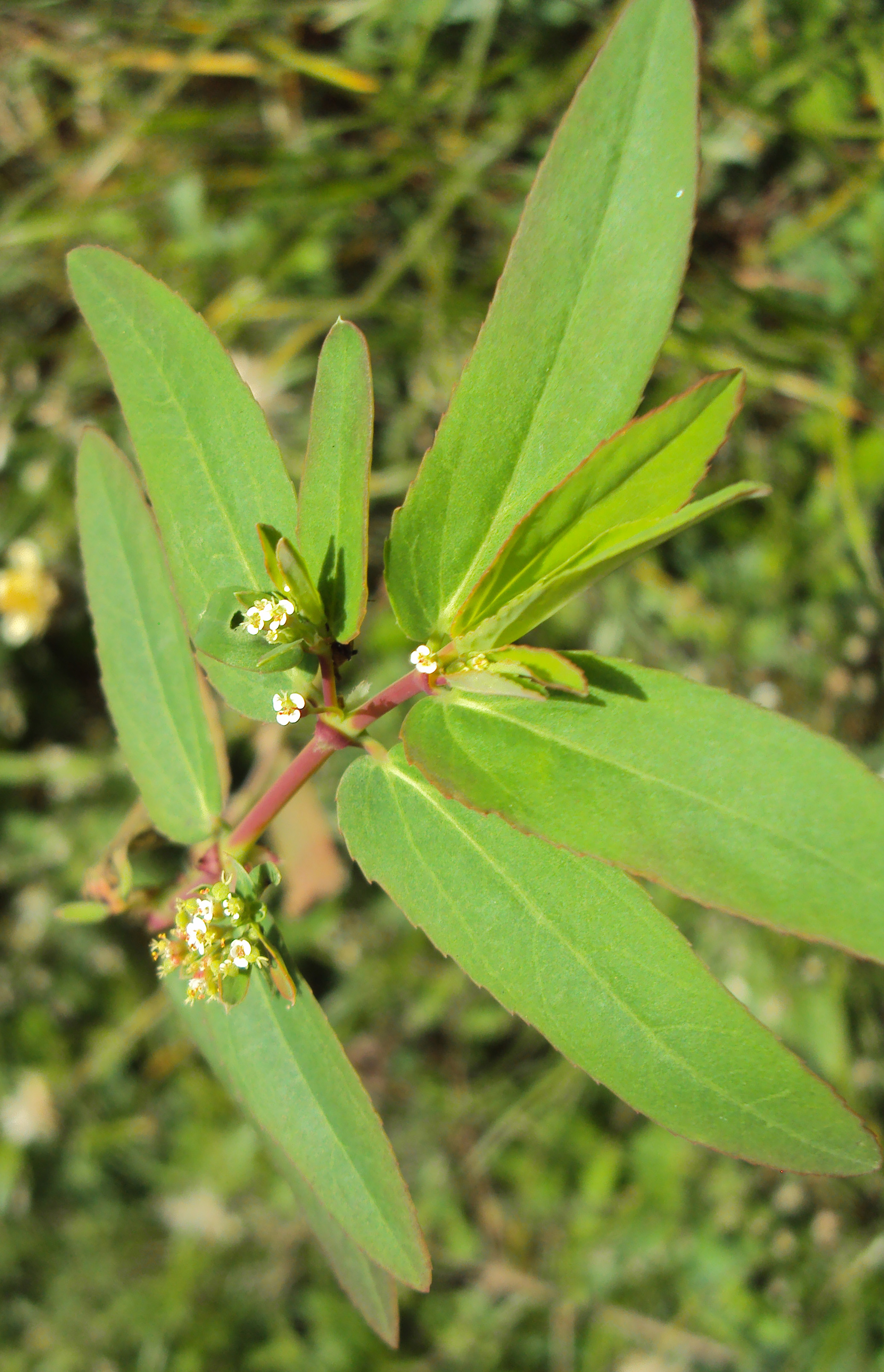